# Nada Hafez
Nada Hafez, arab. ‏ندى محمد•حافظ أحمد عطاوية‎ (ur. 28 sierpnia 1997 r.) – egipska szpadzistka i lekarka.

## Życiorys
Urodziła się 28 sierpnia 1997 r. Początkowo trenowała pływanie i gimnastykę (zdobyła mistrzostwo kraju w gimnastyce), jednak gdy musiała porzucić tę ostatnią dyscyplinę, w wieku 11 lat zajęła się szermierką. Dyscyplinę tę wybrała obserwując treningi swojej przyjaciółki. 
Należy do Kairskiego Klubu Strzeleckiego. Wielokrotnie startowała w mistrzostwach Afryki w szermierce, zdobywając medale. Została mistrzynią Afryki w 2016 r. w Algierze oraz wicemistrzynią w 2018 r. w Tunisie, w 2022 r. w Casablance i w 2023 r. w Kairze. Ponadto jest brązową medalistką mistrzostw w Kairze (2014 r.), Bamako (2019 r.) i Casablance (2024 r.). W 2019 r. zdobyła złote medale Igrzysk Afrykańskich 2019 w Rabacie – indywidualny oraz drużynowy.
W 2016 r. wystartowała na igrzyskach olimpijskich w Rio de Janeiro, gdzie zajęła 36. miejsce. Pięć lat później brała też udział w igrzyskach olimpijskich w Tokio, podczas których zdobyła 29. miejsce, a podczas igrzysk olimpijskich w Paryżu w 2024 r. dotarła w 1/8 finału, pokonując Elizabeth Tartakovsky i przegrywając z Jeon Ha-young. Startowała również w mistrzostwach świata w Moskwie 2015 r. (107), Wuxi w 2018 r. (57), Budapeszcie w 2019 r. (77), Kairze w 2022 r. (86) i Mediolanie w 2023 r. (75). 
W 2022 r. ukończyła studia medyczne na uniwersytecie w Kairze, specjalizując się w patologii klinicznej. 
Ma męża Ibrahima. Po odpadnięciu w 1/8 finału igrzysk olimpijskich w 2024 r. ogłosiła, że podczas startu była w siódmym miesiącu ciąży.